# Condado de Edwards (Illinois)
El condado de Edwards (en inglés: Edwards County), fundado en 1814, es uno de 102 condados del estado estadounidense de Illinois. En el año 2000, el condado tenía una población de 6971 habitantes y una densidad poblacional de 12 personas por km². La sede del condado es Albion. El condado recibe su nombre en honor a Ninian Edwards. 

## Geografía
Según la Oficina del Censo, el condado tiene un área total de 577 km² (222,8 mi²), de la cual 576 km² (222,4 mi²) es tierra y 1 km² (0,3861003861 mi²) (0.14%) es agua.

### Condados adyacentes
- Condado de Richland (norte)
- Condado de Wabash (este)
- Condado de Gibson, Indiana (sureste)
- Condado de White (sur)
- Condado de Wayne (oeste)

## Demografía
Según la Oficina del Censo en 2005, los ingresos medios por hogar en el condado eran de $31 816, y los ingresos medios por familia eran $38 750. Los hombres tenían unos ingresos medios de $27 165 frente a los $19 579 para las mujeres. La renta per cápita para el condado era de $16 187. Alrededor del 9.80% de la población estaban por debajo del umbral de pobreza.

## Transporte

### Autopistas principales
- Ruta de Illinois 1
- Ruta de Illinois 15
- Ruta de Illinois 130

## Municipalidades

### Ciudades
- Albion
- Grayville (mitad norte)

### Villas
- Bone Gap
- Browns
- West Salem

### Áreas no incorporadas
- Black
- Ellery
- Samsville